# 倪文俊
倪 文俊（げい ぶんしゅん、生年不詳 - 1357年）は、元末の農民反乱の指導者。号は蛮子。復州玉沙県の出身。

## 生涯
成人後に黄陂県に移住し農業に従事していた。至正11年（1351年）、徐寿輝が湖北で紅巾軍を率いた蜂起に参加し元帥に任じられる。その後徐寿輝は天完国を建国、倪文俊は太尉に封じられた。至正15年（1355年）には元の水軍を漢川で打ち破った。至正16年（1356年）春、倪文俊は沔陽を攻撃、陳友諒が倪文俊に投降している。至正17年（1357年）秋、政権内紛の結果倪文俊が徐寿輝殺害を計画するが失敗、黄州に逃れたところを、配下となっていた陳友諒に殺害された。